# Jim Tyrer
James Efflo Tyrer (Newark, 25 febbraio 1939 – Kansas City, 15 settembre 1980) è stato un giocatore di football americano e assassino statunitense che ha militato nel ruolo di offensive tackle nella American Football League (AFL) e nella National Football League (NFL).

## Carriera
Tyrer firmò con i Dallas Texans American Football League nel 1961. Disputò 13 stagioni con la franchigia (180 gare consecutive), che divenne i Kansas City Chiefs nel 1963, primeggiando nel ruolo di offensive tackle sinistro. La sua 14ª e ultima stagione fu con i Washington Redskins dell'allenatore George Allen, che prediligeva i giocatori veterani. Tyrer fu scambiato dai Chiefs sul finire dell'agosto 1974 per delle scelte del draft.
Tyrer fu premiato come offensive lineman dell'anno della AFL nel 1969. Lui e Ed Budde come guardia formavano una imperiosa barriera sul lato sinistro. Nel Super Bowl IV, Tyrer e Budde aprirono gli spazi per i running back dei Chiefs contro i Minnesota Vikings e i loro defensive linemen Jim Marshall e Alan Page, rispettivamente, guadagnando 151 yard su 42 portate (3,6 yard a tentativo) e 122 yard passate nette nella vittoria a sorpresa per 23–7.
Tyrer fu l'ancora della linea dei Texans/Chiefs e fu selezionato nella formazione ideale della AFL da The Sporting News come tackle per otto anni consecutivi, dal 1962 al 1969. Fu convocato per sette volte per l'All-Star Game nel 1962, 1963, 1964, 1965, 1966, 1968 e 1969 e inserito nella formazione ideale di tutti i tempi della AFL.
Alla conferenza stampa per il ritiro del compagno Dave Hill a Kansas City nel giugno 1975, Tyrer annunciò anch'egli il ritiro.

## Omicidio della moglie
Una serie di sfortune nel campo degli affari culminò nelle prime ore del 15 settembre 1980 quando Tyrer, padre di quattro figli, uccise la moglie e poi si suicidò. Il giorno precedente aveva assistito a una partita dei Chiefs all'Arrowhead Stadium con il figlio di dieci anni Jason.

## Palmarès

### Franchigia
Super Bowl : 1
Kansas City Chiefs: IV
- Campionati AFL : 3

Dallas Texans: 1962
Kansas City Chiefs: 1966, 1969

### Individuale
- AFL All-Star: 7

1962–1966, 1968, 1969
- Convocazioni al Pro Bowl: 2

1970, 1971
- All-AFL: 8

1962–1969
- All-Pro: 2

1970, 1971
- Kansas City Chiefs Hall of Fame
- Formazione ideale di tutti i tempi della AFL